# Putatnganten
Putatnganten is een bestuurslaag in het regentschap Grobogan van de provincie Midden-Java, Indonesië. Putatnganten telt 4378 inwoners (volkstelling 2010).